# Vpád do Ameriky
Vpád do Ameriky (v anglickém originále Invasion America) je americký animovaný vědecko-fantastický televizní seriál společnosti DreamWorks Animation z roku 1998. Jeho tvůrci jsou Steven Spielberg a Harve Bennett.

## Zápletka
Hlavní postavou seriálu je chlapec jménem David Carter (Oosha), jehož rodiči jsou Cale Oosha – Tyrusian (mimozemšťan pocházející z planety Tyrus) a Rita Carterová (pozemšťanka). Jeho rodiče se setkají, když Caleova loď havaruje po snaze uniknout nepřátelům, kteří se jej a jeho přítele Rafea snaží přesvědčit o tom, aby se spojil se svým bratrem Dragitem a spolu s ním pokračoval v plánu obsadit Zemi. Dragitovou záminkou pro obsazení Země je, že Tyrusu docházejí suroviny. Cale se ale vzepře a uteče. Rita ho následně zachrání před zastřelením.
Tento seriál je rozčleněn do 13 epizod a každá z nich popisuje chronologicky příběh mladého Davida, který v průběhu několika dní získává a ztrácí přátele, poznává kdo sám ve skutečnosti je a zachraňuje Zemi před Dragitem. Na konci první řady se David dozví, že jeho otec stále žije. Druhá řada již nebyla natočena kvůli nízké sledovanosti první části.